# Битва при Абукире (1798)
Битва при Абукире (англ. Battle of Aboukir Bay, фр. Bataille d'Aboukir; также известна как Битва у Нила) — решающее морское сражение между королевским военно-морским флотом Великобритании под командованием адмирала Нельсона и флотом Французской республики под командованием адмирала де Брюе в Абукирском заливе вблизи устья Нила с 1 по 3 августа 1798 года. Сражение стало кульминацией военно-морской кампании, которая проводилась в Средиземном море в течение трёх предшествующих месяцев, с тех пор как крупный французский конвой с экспедиционным корпусом под командованием Наполеона Бонапарта отплыл из Тулона в Александрию. Результатом сражения стала решительная победа британцев.
Вторжение в Египет, по замыслу Бонапарта, должно было стать первым шагом кампании против Британской Индии и ускорить выведение Великобритании из французских войн. Конечная цель экспедиции держалась в абсолютном секрете. Когда Бонапарт вышел в море, британские военно-морские силы стали его преследовать, чтобы понять и расстроить его планы. Более двух месяцев флот Нельсона шёл по следам французов, порой находясь от них всего в нескольких часах хода. Бонапарт был осведомлён о преследовании, он сумел захватить Мальту и высадиться в Египте, избежав столкновения с британскими силами.
Высадив в начале июля армию на берег, французский флот стал на якорь в Абукирском заливе в 32 километрах к северо-востоку от Александрии. Коммандер вице-адмирал Франсуа де Брюе полагал, что занял отличные оборонительные позиции. Французский адмирал даже не стал организовывать разведку и дозорную службу. Также к бою были приготовлены лишь орудия правых бортов, обращённые в сторону моря. 1 августа подошёл британский флот. Обнаружив позиции де Брюе, Нельсон атаковал французские корабли сразу с двух направлений — со стороны моря и берега. Оказавшиеся под перекрёстным огнём передовые корабли были вынуждены сдаться после ожесточённого трёхчасового сражения, в то время как основным силам удалось отразить первую атаку. После подхода подкрепления британцы усилили натиск, и к десяти часам вечера французский флагман «Orient» был уничтожен. После гибели де Брюе, поражения авангарда и центра уцелевшие корабли французского флота попытались вырваться из залива. В конечном счёте, лишь арьергарду под командованием адмирала Вильнёва — двум линейным кораблям и двум фрегатам — удалось прорваться и уйти в море.
Сражение изменило соотношение сил в Средиземном море, английский флот получил полную свободу действий. Также оно способствовало выступлению других европейских стран против Франции в рамках Войны второй коалиции. Армия Бонапарта оказалась в ловушке в Египте, а Королевский флот у берегов Сирии внёс значительный вклад в её поражение при осаде Акры в 1799 году.

## Предыстория
После ряда побед Наполеона Бонапарта над Австрийской империей, приведших к завершению Войны первой коалиции в 1797 году, Великобритания осталась единственной европейской державой в состоянии войны с Французской республикой. Директория изучала различные стратегические возможности для борьбы с Великобританией, включая усиление французского флота, противостоящего Королевскому военно-морскому флоту. Несмотря на значительные усилия, в краткосрочной перспективе эти амбиции были недостижимы из-за надёжного британского контроля северных европейских вод и Атлантического океана. Тем не менее, с тех пор как в 1796 году между Великобританией и Испанией вспыхнула война и британцы были вынуждены вывести флот из Средиземного моря, там господствовали французы. Помимо этого, начавшееся в 1798 году Ирландское восстание, по мнению Наполеона, также должно было отвлечь англичан от активных действий в Средиземном море. Всё это создавало французскому генералу благоприятные условия для вторжения в Египет.
Наполеон полагал, что, обеспечив постоянное присутствие в Египте (который номинально был частью нейтральной Османской империи), французы обеспечат себе промежуточную базу для будущих операций против Британской Индии. Подобные операции привели бы к разрыву торговых связей между Великобританией и Индией и лишили бы англичан основного источника средств на военные расходы. Французская Директория согласилась с планами Бонапарта, одним из главных мотивов их решения было стремление отдалить, насколько это было возможно, Наполеона и преданные ему войска от столицы и от власти. Весной 1798 года Бонапарт собрал более 35 тысяч солдат и мощный флот на средиземноморском побережье Франции и Италии — в Тулоне и Генуе. Он также собрал группу учёных, инженеров и творческих людей, которым предстояло основать французскую колонию в Египте. Наполеон держал основную цель экспедиции в секрете — большинство офицеров армии ничего не знали о миссии, а Бонапарт публично не раскрывал её до завершения первого этапа.

### Средиземноморская кампания 1798 года
Флот Бонапарта покинул Тулон 19 мая 1798 года, быстро пересёк Лигурийское море и после объединения с оставшимся флотом в Генуе направился на юг вдоль побережья Сардинии в направлении Сицилии, которую миновал 7 июня. 9 июня флот достиг берегов Мальты. Бонапарт потребовал, чтобы его флот пустили в укреплённую гавань Валлетты. Когда рыцари отказались, французский генерал провёл крупномасштабную атаку на Мальтийские острова, сломив оборону защитников после 24-часового обстрела. 12 июня оборонявшиеся капитулировали и передали острова и все ресурсы Бонапарту, в том числе обширное имущество Римской католической церкви на Мальте. В течение недели пополнялись запасы кораблей, 19 июня флот выдвинулся в Александрию, оставив в Валлетте 4000 солдат для обеспечения французского контроля над островами.
В то время как Бонапарт двигался на Мальту, Королевский флот Великобритании впервые за год вошёл в Средиземное море. Встревоженный сообщениями о действиях французов на побережье Средиземного моря, Первый лорд Адмиралтейства Джордж Спенсер направил послание вице-адмиралу Джервису, командующему Средиземноморским флотом, базирующимся на реке Тахо, немедленно отправить эскадру на разведку. Командование эскадрой из трёх линейных кораблей и трёх фрегатов было поручено контр-адмиралу Нельсону.
Нельсон был весьма опытным офицером, он участвовал в боях за Корсику в 1794 году, где потерял глаз, а также отличился в сражении при Сент-Винсенте в феврале 1797 года, где он захватил два испанских линейных корабля. В июле 1797 года он потерял руку в сражении при Санта-Крус-де-Тенерифе и был вынужден провести некоторое время в Великобритании. Однако уже в конце апреля 1798 года он вернулся на флот, принял командование над эскадрой, дислоцированной в Гибралтаре, и направился с ней в Лигурийское море. 21 мая эскадра Нельсона подошла к Тулону, где попала в сильный шторм в Лионском заливе, в результате чего флагман «Vanguard» потерял грот-стеньгу, лишился фок-мачты и чуть было не потерпел крушение возле корсиканского побережья. Остальная часть эскадры рассредоточилась. Линейные корабли укрылись возле острова Сан-Пьетро недалеко от Сардинии; фрегаты отнесло на запад, и они не смогли вернуться.
К 7 июня флагман был отремонтирован, помимо этого к флоту присоединились десять линейных кораблей и кораблей 4 ранга. В качестве подкрепления Нельсону был послан флот под командованием Томаса Трубриджа. Однако, кроме внушительного количества кораблей, для успешной атаки на французский флот нужно было знать планы Наполеона, а также иметь фрегаты для проведения разведки. Направившись на юг в надежде раздобыть информацию о передвижении французов, флот Нельсона сначала остановился возле Эльбы, а потом в Неаполе, где британский посол сэр Уильям Гамильтон сообщил, что французский флот прошёл мимо Сицилии и направляется на Мальту. Несмотря на просьбы Нельсона и Гамильтона, король Неаполитанского королевства Фердинанд I отказался предоставить свои фрегаты британскому флоту, опасаясь ответных мер Франции. 22 июня Нельсон узнал, что 16 июня французы собирались направиться дальше на восток. Посовещавшись с капитанами, адмирал пришёл к выводу, что целью французов скорее всего является Египет, и пустился в погоню. Полагая, что французы опережают его на пять дней, а не на два, Нельсон выбрал кратчайший путь на Александрию.

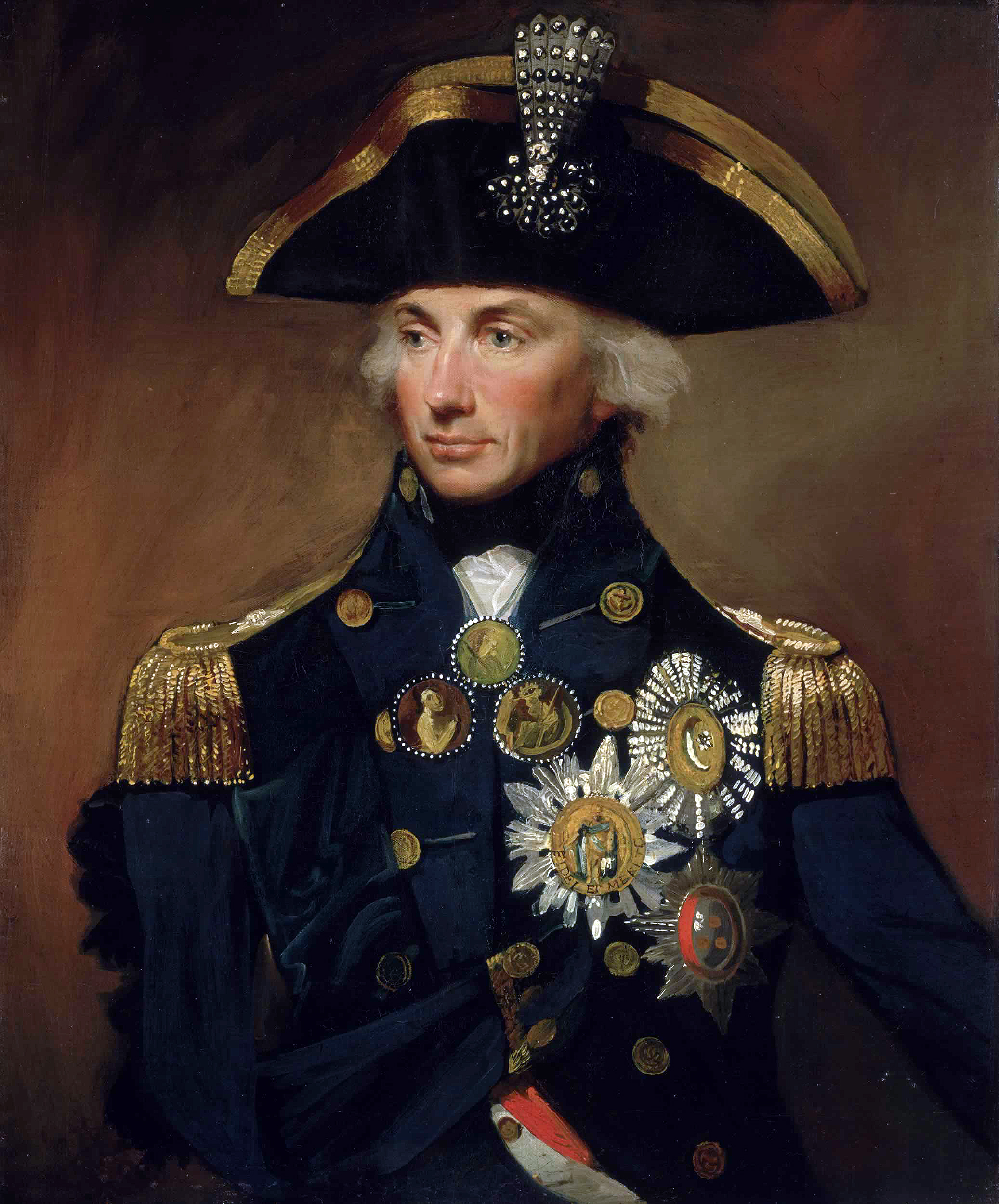
«Контр-адмирал Горацио Нельсон». Фрэнсис Эбботт, 1800 год, Национальный морской музей Великобритании

Вечером 22 июня флот Нельсона разминулся с французами в темноте, обогнав медленный конвой и не осознав, насколько близок он был к своей цели. Двигаясь кратчайшим путём, 28 июня Нельсон прибыл в Александрию и обнаружил, что французов там нет. После встречи с османским командующим Нельсон развернул британский флот на север, 4 июля достиг побережья Малой Азии и повернул на запад, назад в направлении Сицилии. Нельсон разминулся с французами менее чем на сутки, уже вечером 29 июня разведка французского флота достигла берегов Александрии.
Обеспокоенный возможной стычкой с Нельсоном, Бонапарт приказал немедленно приступить к высадке войск в заливе Марабу. Десант начал переправляться на африканский берег с борта кораблей в ночь на 2 июля; из-за спешки французская армия понесла первые потери. Продвигаясь вдоль побережья, французы штурмом захватили Александрию, после чего Наполеон повёл основные силы вглубь страны. Он поручил вице-адмиралу Франсуа де Брюе бросить якорь в гавани Александрии, однако она оказалась слишком мелкой и узкой для больших кораблей французского флота. В итоге французские корабли расположились в Абукирском заливе в 32 километрах к северо-востоку от Александрии.

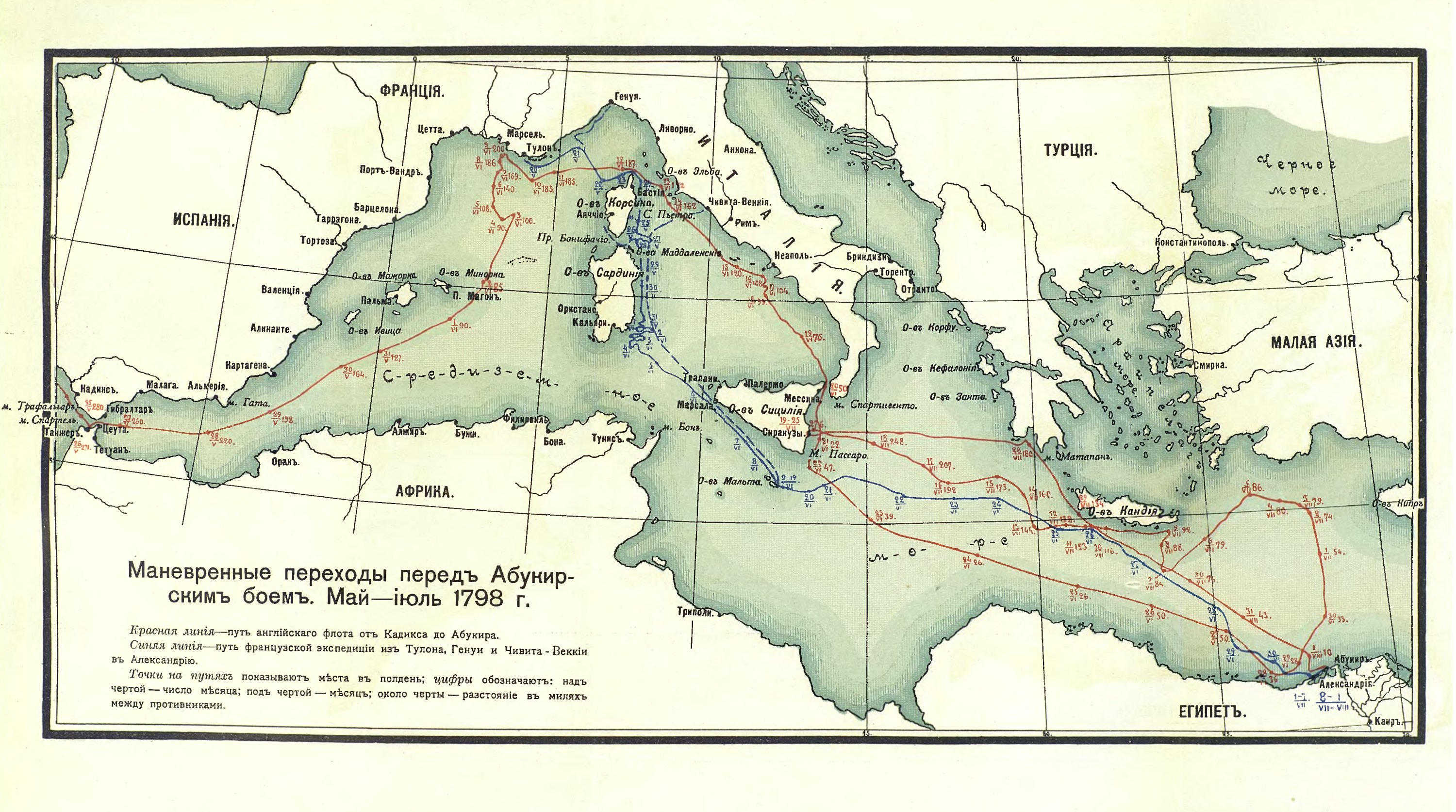
Маневрирование вражеских эскадр в Средиземном море во время перехода Египетской экспедиции из Франции в Египет. Российская историческая карта, 1911

19 июля флот Нельсона достиг берегов Сицилии, где пополнил запасы кораблей. 24 июля адмирал узнал, что французы где-то в восточной части Средиземного моря, его флот снова отплыл в направлении юга Балканского полуострова. 28 июля в Корони Нельсон получил информацию о французском вторжении в Египет и повернул на юг. Во второй половине дня 1 августа его корабли «HMS Alexander» и «HMS Swiftsure» обнаружили французский флот в Александрии.

### Абукирский залив
Когда гавань Александрии оказалась неподходящей для французского флота, Франсуа де Брюе собрал капитанов кораблей для совещания. Бонапарт приказал флоту встать на якорь в мелководном и открытом Абукирском заливе, добавив, что если это место будет слишком опасным, то адмирал может разместить корабли севернее, возле Корфу. В заливе должны были оставаться только транспортные корабли и несколько лёгких военных. Брюе отказался, мотивируя это тем, что флот может обеспечить существенную поддержку французской армии на берегу, и собрал капитанов на борту 120-пушечного флагмана «L’Orient», чтобы обсудить возможные действия в случае обнаружения флота Нельсона. Несмотря на мнение адмирала Армана Бланке, который настаивал на сражении на открытой воде, остальные капитаны сочли лучшим вариантом линейную тактику, заключавшуюся в формировании кораблями линии, в которой все суда были обращены бортом к противнику. Возможно, что Бонапарт рассматривал Абукирский залив в качестве временного укрепления: 27 июля он хотел видеть корабли в Александрии, а спустя три дня отдал приказ флоту передислоцироваться к Корфу в рамках подготовки военно-морских операций против османских владений на Балканах, однако бедуинские партизаны перехватили и убили курьера с приказом.

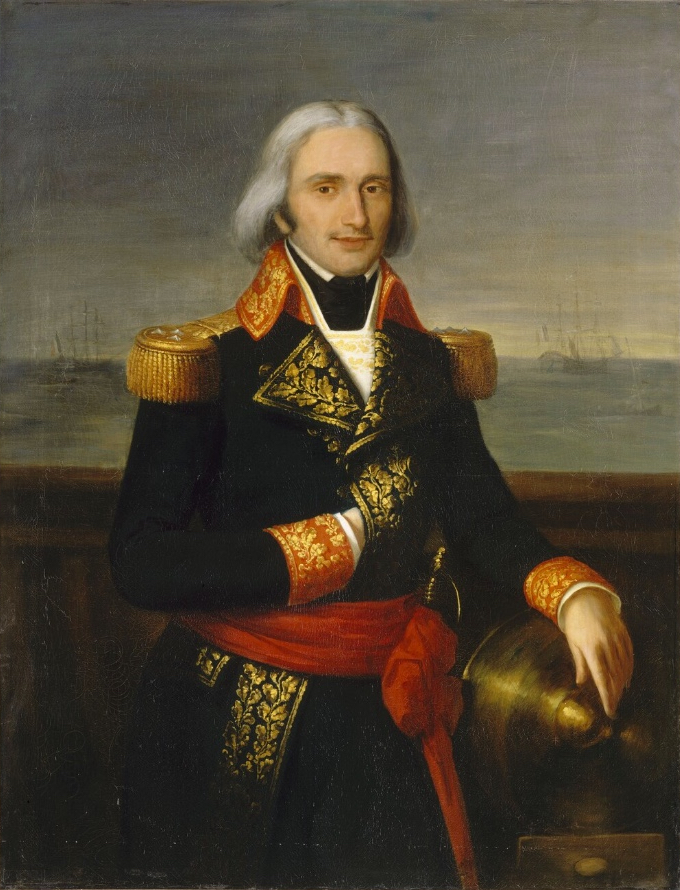
«Адмирал Франсуа Поль Де Брюе». Художник неизвестен, Версаль

Абукирский залив составляет 30 км в поперечнике и простирается от города Абукир на западе до города Рашид на востоке, где одно из устьев реки Нил впадает в Средиземное море. В 1798 году западная сторона залива была защищена обширными скалистыми выступами. Небольшой форт, расположенный на острове среди скал, охранял мелководье. Форт принадлежал французам и был вооружён, по крайней мере, четырьмя пушками и двумя мортирами. Брюе укрепил оборону бомбардирскими кораблями и канонерскими лодками, ставшими на якорь среди скал на западной стороне острова. Полоса мелководья, неравномерно расположенная к югу от острова, образовала в заливе полукруг в полукилометре от берега. Её глубины было недостаточно для прохождения больших военных кораблей, поэтому Брюе приказал тринадцати линейным кораблям сформировать линию вдоль северо-восточной окраины отмели к югу от острова. Такое положение позволяло кораблям проводить высадку на берег со стороны левого борта под прикрытием орудий правого. Помимо этого, каждое судно должно было быть соединено канатами со своими соседями, чтобы создать эффективную линию обороны, образуя теоретически неприступный барьер. Вторую, внутреннюю, линию из четырёх фрегатов Брюе приказал составить приблизительно в 320 метрах к западу от основной линии, примерно на полпути между флотом и мелководьем. В авангарде французской линии расположился линейный корабль «Guerrier». Линия обороны растянулась на юго-восток, дугой огибая берег в центральной части. Интервал между кораблями составлял около 150 метров, а длина всей цепочки более двух с половиной километров. В центре расположилось флагманское судно «L’Orient», а по бокам два 80-пушечных корабля. Тыл остался под командованием адмирала Вильнёва.
Подобное размещение французского флота, по мнению Брюе, должно было вынудить англичан напасть на сильный центр, что позволило бы авангарду воспользоваться северо-восточным ветром и контратаковать противника. Однако Брюе допустил серьёзную ошибку, полагая, что между «Guerrier» и отмелью осталось недостаточно места для вражеских кораблей. Расстояние до отмели позволяло англичанам обойти французскую линию и отрезать авангард от основных сил. После такого манёвра авангард оказывался под перекрёстным огнём. Этот просчёт усугублялся тем фактом, что французы подготовили к бою только правые борта своих кораблей (со стороны моря), откуда они ожидали атаки. Левые борта кораблей, обращённые к суше, к бою готовы не были. Пушки были закрыты, а палубы завалены вещами, блокирующими доступ к орудиям. Диспозиция Брюе имела ещё один существенный недостаток: расстояния между судами линии были достаточно велики, чтобы британский корабль мог пройти сквозь неё и разбить построение. Кроме того, не все французские капитаны скрепили корабли канатами, что могло бы предотвратить подобный манёвр англичан. Проблема усугублялась ещё и приказом использовать только якорь на носу корабля, из-за чего корабли качало ветром и зазоры между ними расширялись. Также периодически образовывались области, которые не простреливались ни одним французским кораблём. Британские суда могли без опасений встать там на якорь и безнаказанно обстреливать французов.
Одной из главных проблем также являлась нехватка продовольствия и воды. Бонапарт разгрузил почти все свои суда, а с побережья поставка продовольствия налажена не была. Чтобы исправить ситуацию, Брюе сформировал группы из 25 человек с каждого корабля и направил их на сушу реквизировать пищу и добывать воду. Постоянные нападения бедуинов требовали вооружённого сопровождения для каждой фуражной группы. Из-за этого до трети моряков французской эскадры почти постоянно находились вдали от своих кораблей. Брюе даже написал письмо с описанием ситуации морскому министру Франции Этьену Брюи: «Наши моряки уступают, как количественно, так и качественно. Наш такелаж, в общем, находится в неисправном состоянии. Мне кажется, нужно иметь много мужества, чтобы руководить флотом, находящимся в подобном состоянии».

## Силы сторон

### Британский флот
| HMS Goliath                                       | рус. Голиаф     | 3 ранг | 74 | Капитан Томас Фоли                           | 21 | 41  | 62  | Серьёзные повреждения мачт и корпуса.                                              |
| HMS Zealous                                       | рус. Зилэс      | 3 ранг | 74 | Капитан Сэмьюэл Худ                          | 1  | 7   | 8   | Лёгкие повреждения.                                                                |
| HMS Orion                                         | рус. Орион      | 3 ранг | 74 | Капитан Джеймс Сумарес                       | 13 | 29  | 42  | Лёгкие повреждения.                                                                |
| HMS Audacious                                     | рус. Одейшес    | 3 ранг | 74 | Капитан Дэвидж Гулд                          | 1  | 35  | 36  | Лёгкие повреждения.                                                                |
| HMS Theseus                                       | рус. Тезеус     | 3 ранг | 74 | Капитан Ральф Миллер                         | 5  | 30  | 35  | Серьёзные повреждения корпуса.                                                     |
| HMS Vanguard                                      | рус. Вэнгард    | 3 ранг | 74 | Адмирал Горацио Нельсон Капитан Эдвард Берри | 30 | 76  | 106 | Серьёзные повреждения мачт и корпуса.                                              |
| HMS Minotaur                                      | рус. Минотавр   | 3 ранг | 74 | Капитан Томас Луис                           | 23 | 64  | 87  | Лёгкие повреждения.                                                                |
| HMS Defence                                       | рус. Дифенс     | 3 ранг | 74 | Капитан Джон Пейтон                          | 4  | 11  | 15  | Лёгкие повреждения мачт.                                                           |
| HMS Bellerophon                                   | рус. Беллерофон | 3 ранг | 74 | Капитан Генри Дарби                          | 49 | 148 | 197 | Потеря мачты и серьёзные повреждения.                                              |
| HMS Majestic                                      | рус. Маджестик  | 3 ранг | 74 | Капитан Джордж Уэсткотт                      | 50 | 143 | 193 | Потеря мачт и серьёзные повреждения.                                               |
| HMS Leander                                       | рус. Линдер     | 4 ранг | 50 | Капитан Томас Томпсон                        | 0  | 14  | 14  | Лёгкие повреждения.                                                                |
| HMS Alexander                                     | рус. Александер | 3 ранг | 74 | Капитан Александр Балл                       | 14 | 58  | 72  | Серьёзные повреждения мачт.                                                        |
| HMS Swiftsure                                     | рус. Свифтшур   | 3 ранг | 74 | Капитан Бенджамин Карью                      | 7  | 22  | 29  | Серьёзные повреждения.                                                             |
| HMS Culloden                                      | рус. Каллоден   | 3 ранг | 74 | Капитан Томас Трубридж                       | 0  | 0   | 0   | Сел на мель в заливе и не принимал участия в битве. Серьёзные повреждения корпуса. |
| HMS Mutine                                        | рус. Мутин      | шлюп   | 16 | Лейтенант Томас Харди                        | 0  | 0   | 0   | Оказывал помощь Culloden и не принимал участия в боевых действиях.                 |
| Общие потери: 218 убитых, 678 раненых, 896 всего. |                 |        |    |                                              |    |     |     |                                                                                    |

### Французский флот
| Судно                   | Судно               | Класс  | Орудия | Командующий                                                                    | Потери              | Потери              | Потери              | Примечание                                                                                     |
| Судно                   | Судно               | Класс  | Орудия | Командующий                                                                    | Убито               | Ранено              | Всего               | Примечание                                                                                     |
| ----------------------- | ------------------- | ------ | ------ | ------------------------------------------------------------------------------ | ------------------- | ------------------- | ------------------- | ---------------------------------------------------------------------------------------------- |
| Guerrier                | рус. Геррье         | 3 ранг | 74     | Капитан Жан-Франсуа Трулле                                                     | 350—400             | 350—400             | 350—400             | Потеря мачты и сильные повреждения. Был захвачен, после уничтожен.                             |
| Conquérant              | рус. Конкеран       | 3 ранг | 74     | Капитан Этьен Далбарад                                                         | около 350           | около 350           | около 350           | Потеря мачты и сильные повреждения. Был захвачен и зачислен как HMS «Conquerant».              |
| Spartiate               | рус. Спартьят       | 3 ранг | 74     | Капитан Максим де Боверже                                                      | 64                  | 150                 | 214                 | Потеря мачты и сильные повреждения. Был захвачен и зачислен как HMS Spartiate.                 |
| Aquilon                 | рус. Аквилон        | 3 ранг | 74     | Капитан Антуан Тевенар                                                         | 87                  | 213                 | 300                 | Потеря мачты и сильные повреждения. Был захвачен и зачислен как HMS Aboukir.                   |
| Souverain               | рус. Пепль Суверьен | 3 ранг | 74     | Капитан Пьер-Поль Раккор                                                       | значительные потери | значительные потери | значительные потери | Потеря мачт и сильные повреждения корпуса. Был захвачен и зачислен как HMS «Guerrier»Guerrier. |
| Franklin                | рус. Франклин       | 3 ранг | 80     | Контр-адмирал Арман Бланке Капитан Морис Жилле                                 | около 400           | около 400           | около 400           | Потеря мачт и сильные повреждения. Был захвачен и зачислен как HMS Canopus.                    |
| Orient                  | рус. Л’Ориен        | 1 ранг | 120    | Вице-адмирал Франсуа де Брюе Контр-адмирал Онорэ Гантом Капитан Люк Касабьянка | около 1000          | около 1000          | около 1000          | Разрушен в результате взрыва боеприпасов.                                                      |
| Tonnant                 | рус. Тоннан         | 3 ранг | 80     | Коммодор Аристид Обер Пети-Туар                                                | значительные потери | значительные потери | значительные потери | Потеря мачт и сильные повреждения. Был захвачен 3 августа и зачислен как HMS «Tonnant».        |
| Heureux                 | рус. Эрье           | 3 ранг | 74     | Капитан Жан-Пьер Этьен                                                         | небольшие потери    | небольшие потери    | небольшие потери    | Сильные повреждения. Захвачен 2 августа, уничтожен.                                            |
| Mercure                 | рус. Меркьюр        | 3 ранг | 74     | Лейтенант Камбон                                                               | небольшие потери    | небольшие потери    | небольшие потери    | Сильные повреждения. Захвачен 2 августа, уничтожен.                                            |
| Guillaume Tell          | рус. Гильом Телль   | 3 ранг | 80     | Контр-адмирал Пьер-Шарль де Вильнёв Капитан Солнье                             | небольшие потери    | небольшие потери    | небольшие потери    | Сбежал 2 августа.                                                                              |
| Généreux                | рус. Женерье        | 3 ранг | 74     | Капитан Луи Лежуаль                                                            | небольшие потери    | небольшие потери    | небольшие потери    | Сбежал 2 августа.                                                                              |
| Timoléon                | рус. Тимолеон       | 3 ранг | 74     | Капитан Луи-Леонс Трулле                                                       | небольшие потери    | небольшие потери    | небольшие потери    | Сильные повреждения. Затоплен экипажем 3 августа.                                              |
| Sérieuse                | рус. Сериез         | 5 ранг | 36     | Капитан Жан-Клод Мартен                                                        | значительные потери | значительные потери | значительные потери | Затонул из-за повреждения, полученного в бою.                                                  |
| Artémise                | рус. Артемиз        | 5 ранг | 36     | Капитан Пьер-Жан Станделе                                                      | небольшие потери    | небольшие потери    | небольшие потери    | Затоплен экипажем 2 августа.                                                                   |
| Justice                 | рус. Жустис         | 5 ранг | 40     | Капитан Вильнёв                                                                | 0                   | 0                   | 0                   | Сбежал 2 августа.                                                                              |
| Diane                   | рус. Даян           | 5 ранг | 40     | Контр-адмирал Дени Декре Капитан Жан-Николя Солейль                            | 0                   | 0                   | 0                   | Сбежал 2 августа.                                                                              |
| Общие потери: 3000-5000 |                     |        |        |                                                                                |                     |                     |                     |                                                                                                |

## Битва

### Появление британского флота

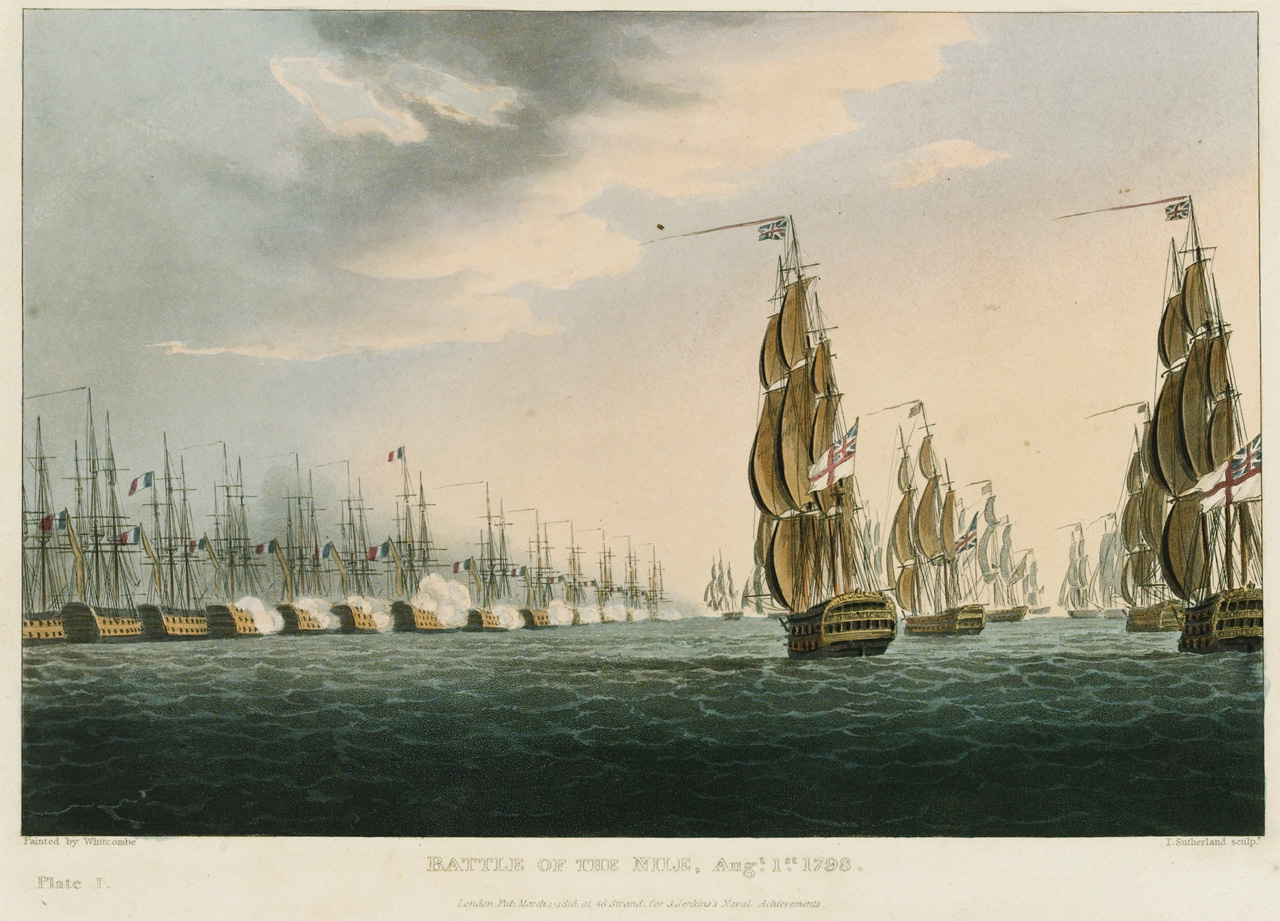
Битва за Нил, август 1798. Томас Уайткомб, 1816, Национальный морской музей Великобритании

Нельсон не застал основной французский флот в Александрии, однако, присутствие транспортных судов говорило о том, что он где-то рядом.
В 14:00 1 августа дозорный с линейного корабля «Zealous» сообщил, что французы расположились в Абукирском заливе. Сообщение было передано на «Goliath», но в нём неточно говорилось о 16 французских линейных кораблях вместо 13. В то же время, французские дозорные на «Heureux» обнаружили, что британский флот находится всего в девяти морских милях от устья залива. Первоначально сообщалось всего об 11 британских кораблях, так как «Swiftsure» и «Alexander» только возвращались с разведывательной операции в Александрии и находились в 3 морских милях к западу от основных сил. «Culloden» также несколько отстал от основных сил из-за того, что буксировал захваченное торговое судно. Однако, после информации о французах судно было оставлено, а линейный корабль воссоединился с флотом Нельсона. В связи с занятостью моряков на берегу, Брюе не назначил ни один из своих лёгких боевых кораблей разведчиком, поэтому он оказался не в состоянии оперативно отреагировать на внезапное появление англичан.
В то время как корабли готовились к сражению, Брюе приказал своим капитанам собраться на борту «Orient» и торопился вернуть береговые группы, хотя большинство из них не успело к началу битвы. В итоге значительное количество моряков с фрегатов были распределены по линейным кораблям, чтобы восполнить нехватку людей. Брюе также надеялся заманить британский флот на мель, отправив туда бриги «Alerte» и «Railleur» в качестве приманки. К 16:00 «Swiftsure» и «Alexander» также оказались в поле зрения французов, хотя и на некотором расстоянии от основного британского флота. Брюе отменил свой приказ оставаться на якоре, вместо этого он решил выйти в море. Адмирал Бланке полагал, что на кораблях недостаточно людей, чтобы одновременно управлять ими и сражаться. Нельсон отдал приказ ведущим кораблям замедлиться, чтобы построение флота стало более организованным. Это позволило Брюе предположить, что вместо того, чтобы устраивать рискованный вечерний бой в ограниченном пространстве залива, британцы планируют дождаться следующего дня. Он отменил своё прежнее распоряжение покинуть залив. Возможно, Брюе рассчитывал, что задержка британцев позволит ему проскользнуть мимо них в ночное время и, таким образом, выполнить приказ Бонапарта не вступать в прямой конфликт с британским флотом, если этого можно избежать.

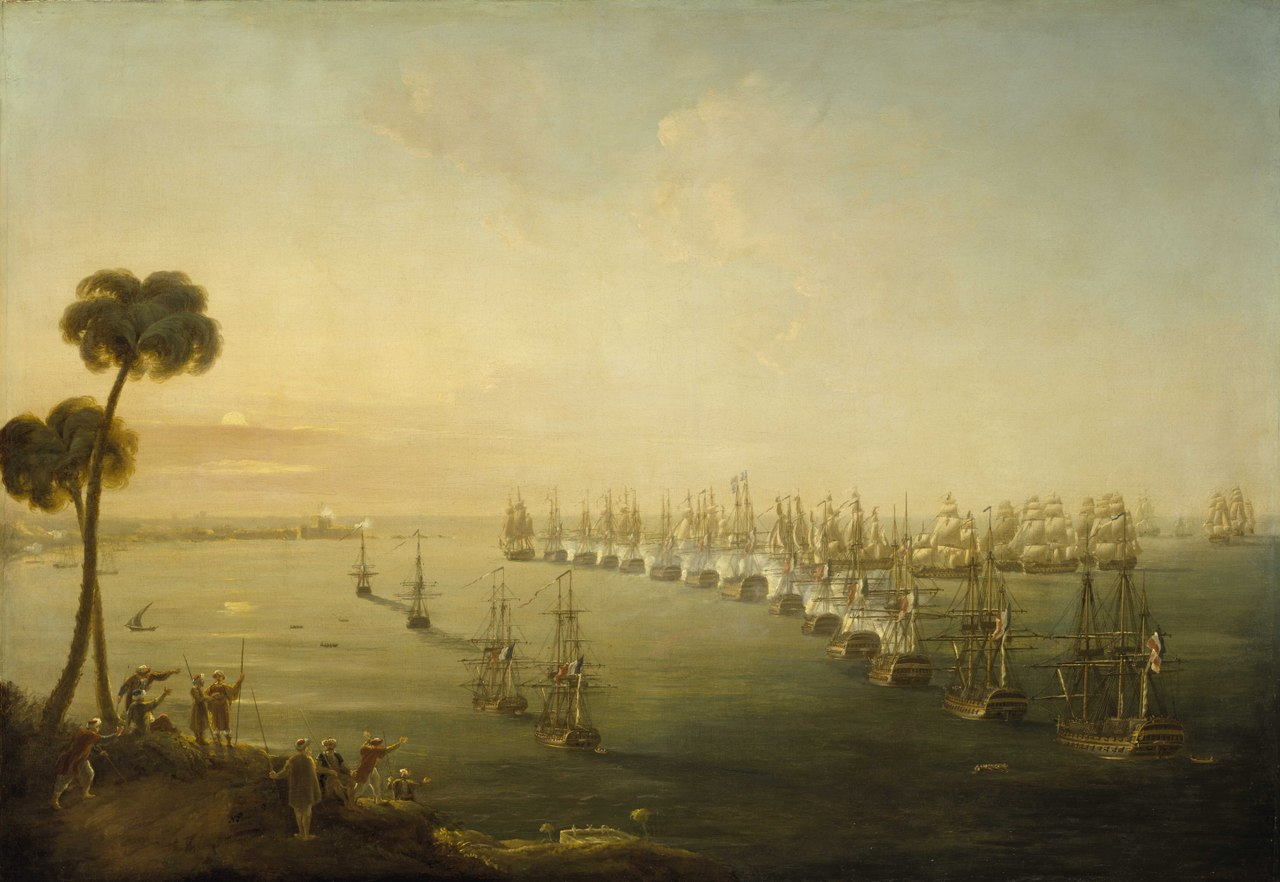
Битва за Нил, 1 августа 1798. Николас Покок, 1808, Национальный морской музей Великобритании

Продвижение британского флота замедлилось около 16:00, так как корабли проводили необходимую подготовку для повышения стабильности и нацеленности на противника во время стрельбы. Также кораблям требовалась повышенная манёвренность, чтобы снизить риск возможного продольного обстрела. План Нельсона состоял в том, чтобы обойти французский авангард так, чтобы каждый корабль Брюе вступил в бой с двумя британскими, а флагман «Orient» противостоял сразу трём. Направление ветра гарантировало, что вторая половина французского флота будет не в состоянии быстро вступить в бой и поддержать передние корабли. Чтобы быть уверенным, что в дыму и суматохе ночного боя его корабли случайно не атакуют друг друга, Нельсон приказал своему флоту подготовить подсветку и поднять кормовые флаги. Эти флаги достаточно отличались от французских триколоров, чтобы не ошибиться даже в условиях плохой видимости.
Вскоре после отмены приказа Брюе о выходе в море британский флот снова начал стремительно приближаться. На этот раз Брюе не сомневался, что битва произойдёт этой ночью, и приказал флоту провести последние приготовления. Также он послал «Alerte» вперёд, чтобы тот прошёл рядом с авангардом британского флота, а затем резко свернул на запад на мелководье, в надежде, что некоторые корабли последуют за ним и сядут на мель. Ни один из капитанов Нельсона не поддался на уловку, и британский флот продолжал наступление в полном составе. В 17:30 адмирал приказал Сэмьюэлу Худу, капитану HMS «Zealous», найти безопасный проход в гавань. У британцев не было информации о глубине и точной форме залива, кроме набросков карты, полученных HMS «Swiftsure» от капитана торгового судна, неточного британского атласа на борту HMS «Zealous» и 35-летней французской карты на борту HMS «Goliath». Вскоре после этого Нельсон приостановился, чтобы переговорить с бригом «Mutine», чей командир, лейтенант Томас Харди, захватил лоцманов с небольшого александрийского судна. С остановкой HMS «Vanguard» замедлились и все следующие за ним корабли. Из-за этого между HMS «Zealous», HMS «Goliath» и остальным флотом образовался значительный разрыв. Чтобы устранить его, Нельсон приказал HMS «Theseus» под командованием капитана Ральфа Миллера обойти флагман и присоединиться к судам в авангарде. К 18:00 британский флот возобновил наступление. HMS «Vanguard» был шестым в цепочке из десяти кораблей, HMS «Culloden» сел на мель на севере залива, «Swiftsure» и «Alexander» догоняли основные силы. После быстрого перестроения от свободного формирования к строгой линии оба флота подняли свои цвета; британские суда в дополнение к этому шли с поднятыми флагами Великобритании на случай потери основного флага. В 18:20 французский авангард, «Guerrier» и «Conquérant» открыли огонь по быстро приближающимся HMS «Zealous» и HMS «Goliath».

### Начало битвы

Карта позиций и передвижений кораблей во время битвы при Абукире 1-2 августа 1798 года. Британские корабли отмечены красным; французские — синим цветом. Промежуточные положения кораблей проведены бледно-красным или бледно-синим соответственно

Через десять минут после того, как французы открыли огонь, HMS «Goliath», игнорируя стрельбу из форта по правому борту и с «Guerrier» по левому, обошёл французскую оборонительную линию и зашёл со стороны берега. Капитан Томас Фоли обнаружил, что между французским судном и прибрежным мелководьем было достаточное для манёвра пространство. По собственной инициативе Фоли решил использовать эту тактическую ошибку и изменил свой курс, направившись в брешь. Как только нос «Guerrier» оказался в зоне поражения, HMS «Goliath» открыл огонь, нанося серьёзные повреждения, в то время как само британское судно находилось со стороны неподготовленного левого борта «Guerrier». Морские пехотинцы и рота австрийских гренадер на борту HMS «Goliath» также присоединились к атаке, используя мушкеты. Фоли намеревался занять позицию рядом с французским кораблём и продолжить обстрел с близкого расстояния, однако из-за долгой возни с якорем его судно полностью прошло мимо. HMS «Goliath» смог остановиться только возле носа «Conquérant», продолжив обстрел уже нового противника орудиями левого борта, и одновременно с помощью незанятых орудий правого обменивался случайными выстрелами с фрегатом «Sérieuse», стоявшим на якоре у берега.
За Фоли последовал Худ на HMS «Zealous», который также обошёл французскую линию, успешно стал на якорь рядом с «Guerrier», где планировал это сделать Фоли, и открыл огонь с близкого расстояния по головному кораблю. Спустя пять минут упала повреждённая фок-мачта французского судна, сопровождаемая радостными криками экипажей приближающихся английских кораблей. Скорость наступления британцев стала полной неожиданностью для французских капитанов; они всё ещё были на борту «Orient» на совещании у Брюе, когда прогремели первые выстрелы. Поспешно покинув совещание, они вернулись на корабли. Капитан Жан-Франсуа Трулле уже со своей лодки, на которой он возвращался на «Guerrier», отдал приказ открыть ответный огонь по HMS «Zealous».

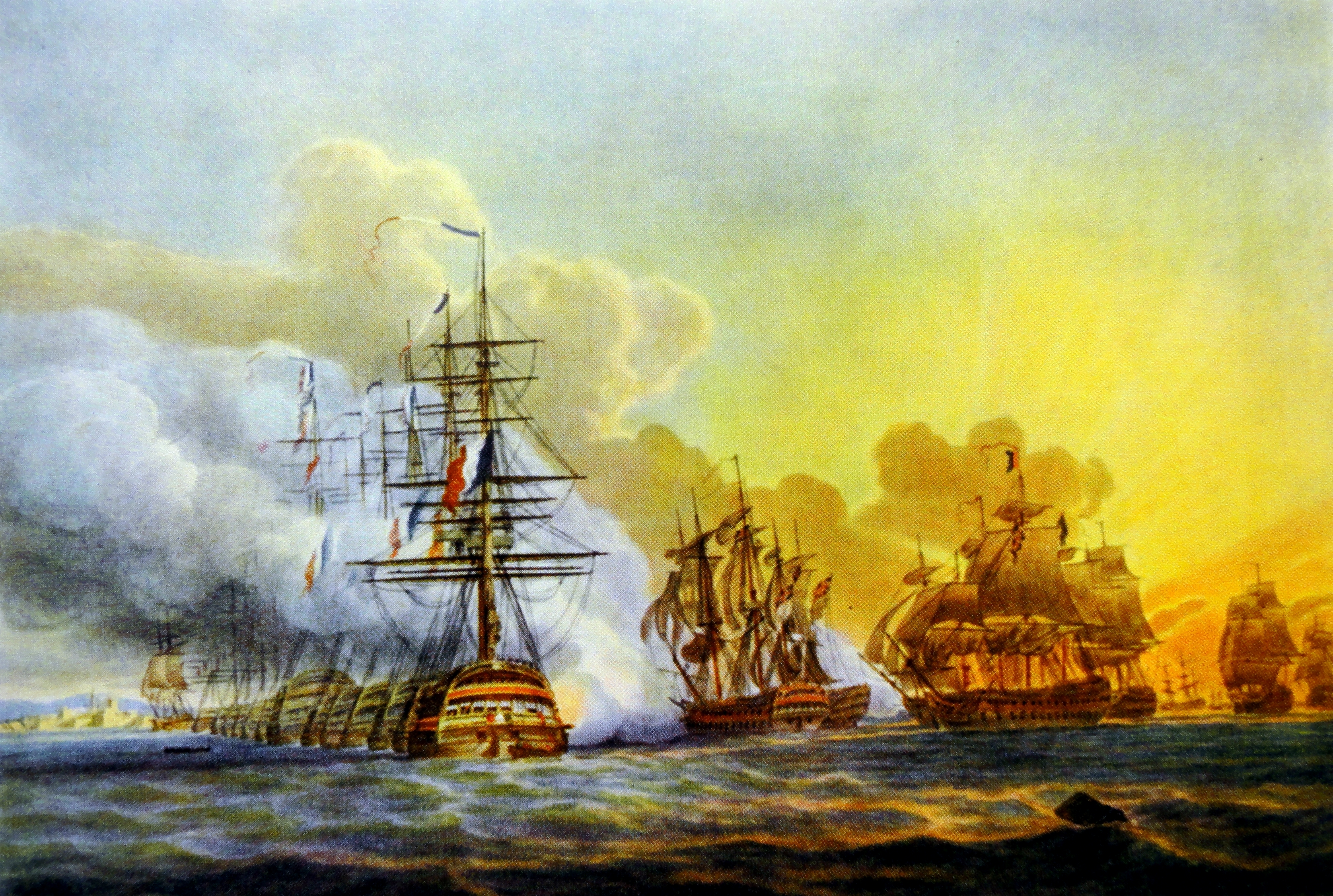
Битва при Абукире 1 августа 1798 года.
Роберт Поллард, начало XIX века?

Третьим в бой вступил HMS «Orion» под командованием капитана Джеймса Сумареса. Он обошёл стычку на краю французской линии и прошёл между ней и фрегатами, стоящими ближе к берегу. Фрегат «Sérieuse» открыл огонь по HMS «Orion», в результате чего было ранено два моряка. Согласно конвенции по ведению морской войны в то время, линейные корабли не вступали в бой с фрегатами, если у противника были корабли одного с ними класса. Однако, начав обстрел первым, французский капитан Жан-Клод Мартен тем самым нарушил это правило. Сумарес сблизился с фрегатом перед тем, как ответить. Линейному кораблю хватило всего одного залпа, чтобы разрушить фрегат, который после этого был вынужден отойти на мелководье. Во время этой задержки два других британских корабля успели вступить в бой. Корабль 3 ранга HMS «Theseus», который был замаскирован под перворанговый, последовал за Фоли мимо «Guerrier». Его капитан Ральф Миллер направил свой корабль в середину схватки, навстречу третьему французскому кораблю, «Spartiate». Заняв позицию с левой стороны от французов, Миллер приказал открыть огонь с близкого расстояния. HMS «Audacious» под командованием капитана Дэвиджа Гулда занял позицию между «Guerrier» и «Conquérant» и атаковал обоих. После стычки с фрегатом HMS «Orion» оказался южнее, чем предполагалось, и был вынужден вступить в бой с пятым французским судном «Souverain» под руководством капитана Пьера-Поля Раккора и флагманом адмирала Бланке — «Franklin».
HMS «Vanguard», HMS «Minotaur» и HMS «Defence», сохранили линейный боевой порядок и в 18:40 стали на якорь с правой стороны французской линии. Нельсон сосредоточил огонь своего флагмана на «Spartiate», капитан HMS «Minotaur» Томас Луис атаковал «Aquilon», а капитан HMS «Defence» Джон Пейтон подключился к атаке на «Souverain». Теперь атакующие численно превосходили французский авангард, что позволяло следующим английским кораблям, HMS «Bellerophon» и HMS «Majestic», пройти мимо развернувшегося боя и атаковать центр французской линии. Оба судна вступили в схватку с гораздо более мощными противниками и получили серьёзные повреждения. Капитан HMS «Bellerophon» Генри Дарби оказался под обстрелом основных орудий французского флагмана «Orient». Капитан HMS «Majestic» Джордж Уэсткотт попал под шквальный огонь с «Tonnant». Французы также понесли потери. Адмирал Брюе на «Orient» был тяжело ранен летящими обломками во время перестрелки.

### Сдача французского авангарда

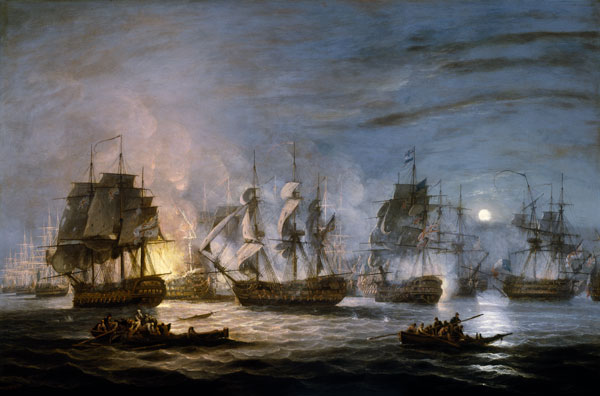
Битва у Нила, Томас Луни, 1830, Национальный морской музей Великобритании

В 19:00 на бизань-мачтах кораблей британского флота были зажжены опознавательные огни. К этому времени «Guerrier» уже потерял все мачты и был сильно повреждён. HMS «Zealous», напротив, практически не пострадал: Худ разместил свой корабль вне зоны поражения большинства французских судов, а «Guerrier» не был подготовлен для стрельбы с борта, обращённого в сторону «Zealous». Хотя их корабль был практически уничтожен, моряки «Guerrier» отказывались сдаваться, продолжая стрелять из нескольких уцелевших орудий, несмотря на мощный ответный огонь. Гуд приказал морским пехотинцам на борту HMS «Zealous» стрелять из мушкетов по палубе французского корабля, что вынудило экипаж уйти из поля зрения британцев, но не заставило их сдаться. Только в 21:00, когда Худ направил лодку с абордажной командой, французский корабль, наконец, сдался. «Conquérant» был побеждён быстрее. После залпов проходящих мимо британских кораблей и ближнего боя с «Audacious» и «Goliath» ещё до 19:00 все три его мачты были уничтожены. После того, как его корабль стал неподвижен и сильно повреждён, смертельно раненый капитан Этьен Далбарад капитулировал, и абордажная команда захватила контроль над судном. В отличие от HMS «Zealous», в этой стычке британские корабли получили относительно серьёзные повреждения. «Goliath» потерял большую часть своей оснастки, пострадали все три мачты, и более 60 моряков были ранены или убиты.
После того как «Audacious» перенёс огонь на «Spartiate», капитан де Боверже был вынужден противостоять сразу трём противникам. В течение нескольких минут все три мачты его судна были сбиты, однако «Spartiate» продержался до 21:00, когда тяжело раненый капитан был вынужден капитулировать. Во время боя «Spartiate» получал поддержку от соседнего «Aquilon», который единственный из всего французского авангарда вёл бой только с одним противником. Капитан Антуан Тевенар удачно расположил корабль для залпа через носовую часть флагмана Нельсона, в результате чего пострадали более 100 человек, включая самого адмирала. Примерно в 20:30 осколок попал в голову Нельсону. Ранение сделало его на какое-то время полностью слепым. Рана была немедленно осмотрена хирургом HMS «Vanguard» Майклом Джефферсоном, который сообщил, что она не опасна, и прооперировал адмирала. Игнорируя советы Джефферсона соблюдать покой, Нельсон поднялся на корму незадолго до взрыва на «Orient», чтобы лично контролировать завершающие стадии битвы. Хотя манёвры капитана Тевенара и были успешными, он неудачно подставил нос своего корабля под обстрел HMS «Minotaur», и уже к 21:25 французский корабль потерял мачту и получил значительные повреждения. Капитан Тевенар был убит, а его младшие офицеры были вынуждены сдаться. После этой победы капитан Томас Луис направил своё судно на юг, чтобы присоединиться к атаке на «Franklin».

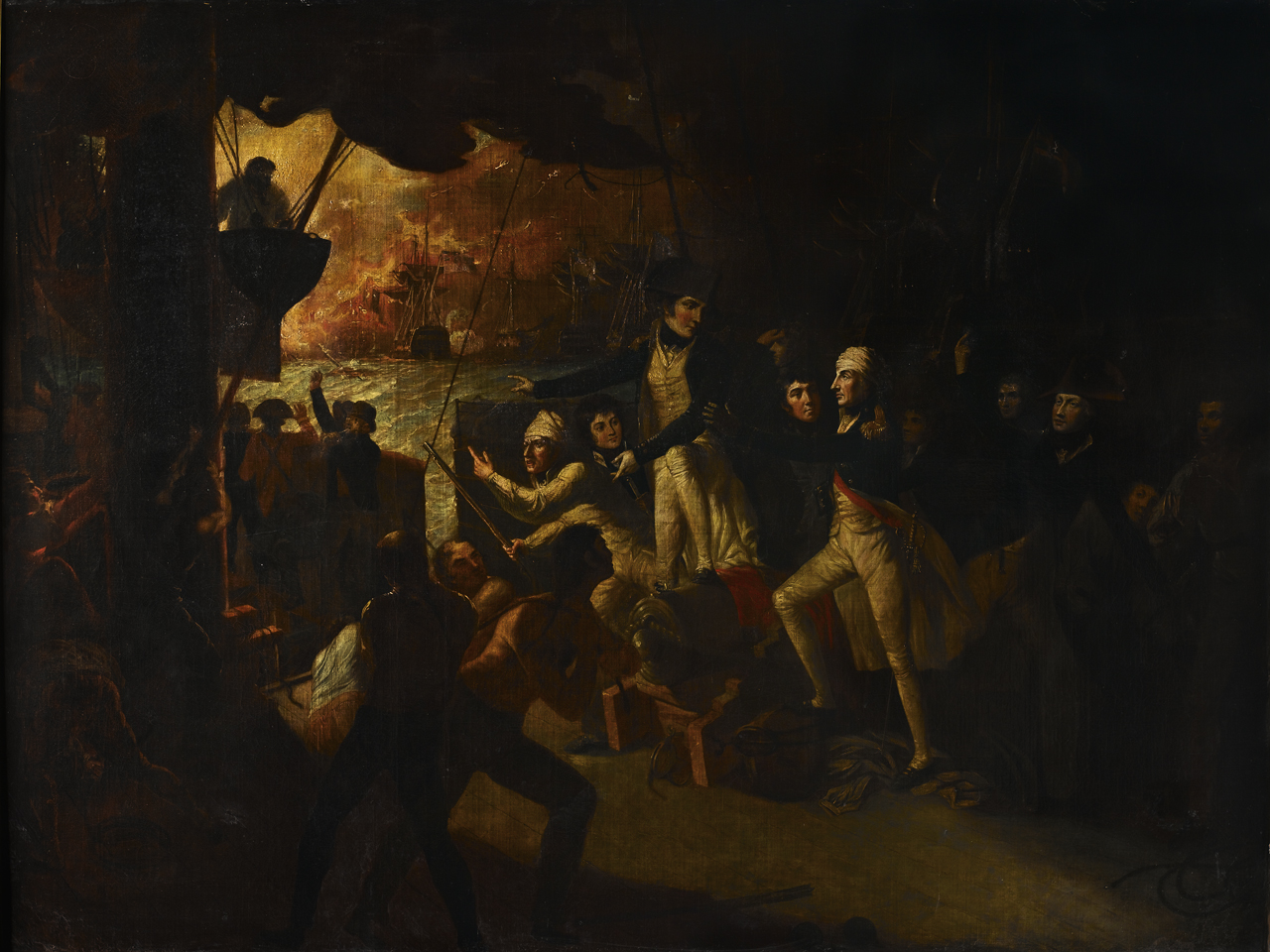
Битва у Нила, 1 августа 1798 года, Даниэль Орм, 1805, Национальный морской музей Великобритании

HMS «Orion» и HMS «Defence» атаковали пятый французский корабль «Souverain» с обоих бортов, и судно быстро лишилось фок-мачты и грот-мачты. На Orion фрагмент одной из мачт откололся, убил двух моряков и ранил капитана Сумареса в бедро. Капитан «Souverain» Пьер-Поль Раккор был тяжело ранен и приказал сняться с якоря. Корабль дрейфовал на юг в сторону флагмана «Orient», который по ошибке открыл по нему огонь. «Orion» и «Defence» не смогли сразу продолжить бой. «Defence» потерял свою фор-стеньгу, а импровизированный брандер, дрейфующий в заливе, зацепил «Orion». Происхождение этого брандера не ясно, однако, возможно, он был запущен с «Guerrier» во время начала битвы. «Souverain» стал на якорь недалеко от флагмана, но в последующих боевых действиях уже не принимал никакого участия. Разрушенный корабль сдался ночью. «Franklin» остался в бою, однако контр-адмирал Арман Бланке получил тяжёлую рану головы, а капитан Морис Жилле потерял сознание от тяжёлых ранений.
К югу от них HMS «Bellerophon» попал под обстрел французского флагмана. В 19:50 бизань-мачта и грот-мачта судна рухнули, одновременно в нескольких местах вспыхнули пожары. Хотя огонь был погашен, пострадало более 200 моряков. Капитан Дарби признал, что его позиция оказалась неудачной, и в 20:20 приказал сменить её. Корабль под непрерывным огнём со стороны «Tonnant» ушёл с места битвы. Французский корабль также получил значительные повреждения, а адмирал Брюе был поражён в живот пушечным ядром. Он умер спустя пятнадцать минут, оставшись на палубе и отказываясь спуститься вниз. Капитан Люк Касабьянка был ранен в лицо летящими обломками и потерял сознание, его двенадцатилетнему сыну пушечное ядро оторвало ногу. Находившееся южнее всех британское судно HMS «Majestic» также попало под залпы 80-пушечного «Tonnant», в результате чего понесло тяжёлые потери. Капитан Джордж Уэсткотт был убит мушкетным огнём со стороны французов. Лейтенант Роберт Катберт принял на себя командование и успешно вывел корабль из боя, позволив сильно повреждённому судну дрейфовать дальше на юг, в результате к 20:30 «Majestic» оказался между «Tonnant» и «Heureux». Капитан Томпсон с HMS «Leander» отказался от тщетных попыток стащить HMS «Culloden» с мели и пошёл вниз французской линии, заняв пространство, освобождённое дрейфующим «Souverain», после чего начал обстреливать «Franklin» и «Orient».

### Поражение французского флагмана

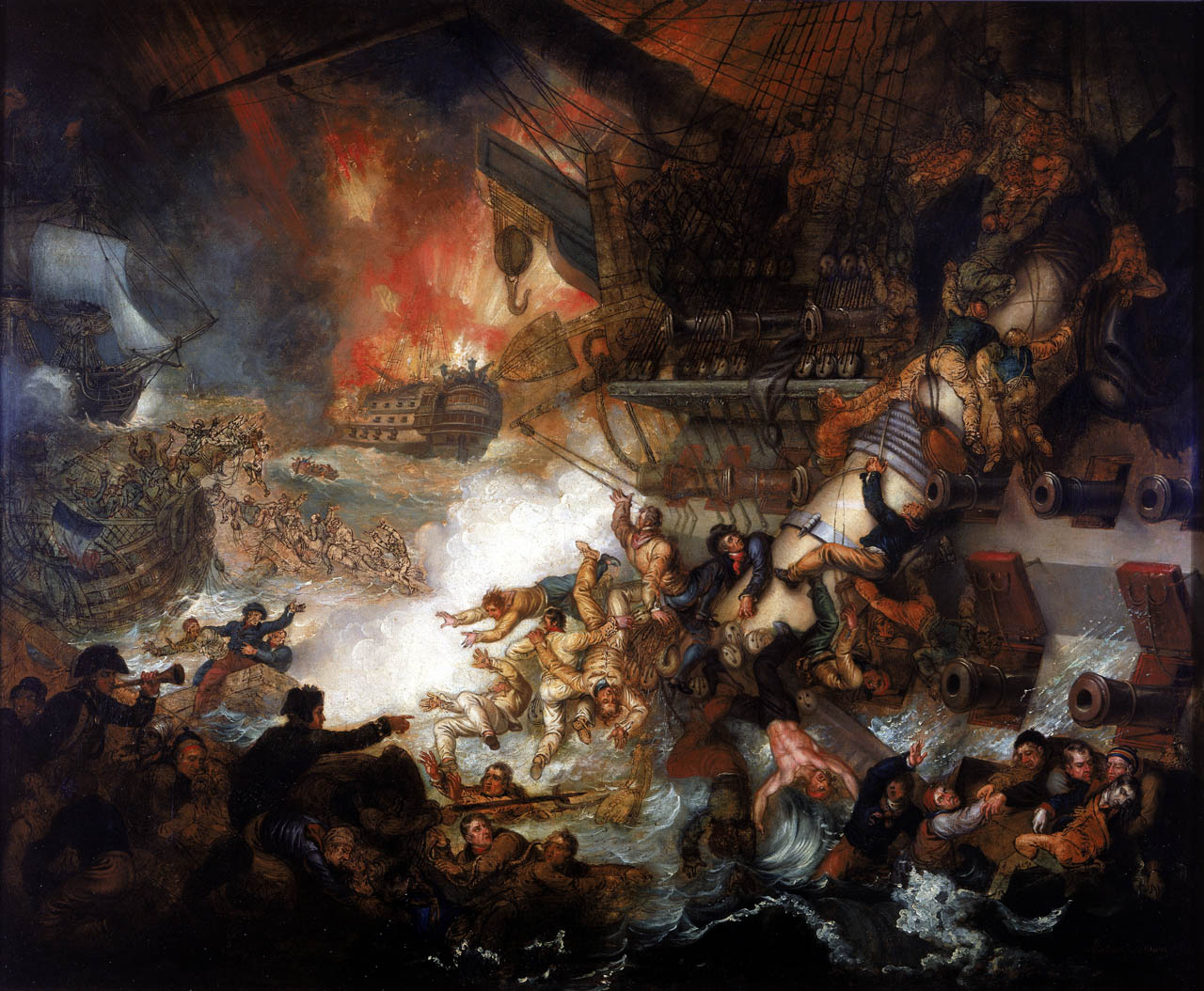
Битва у Нила: разрушение '«L’Orient»', 1 августа 1798 года, Матер Браун, 1825, Национальный морской музей Великобритании

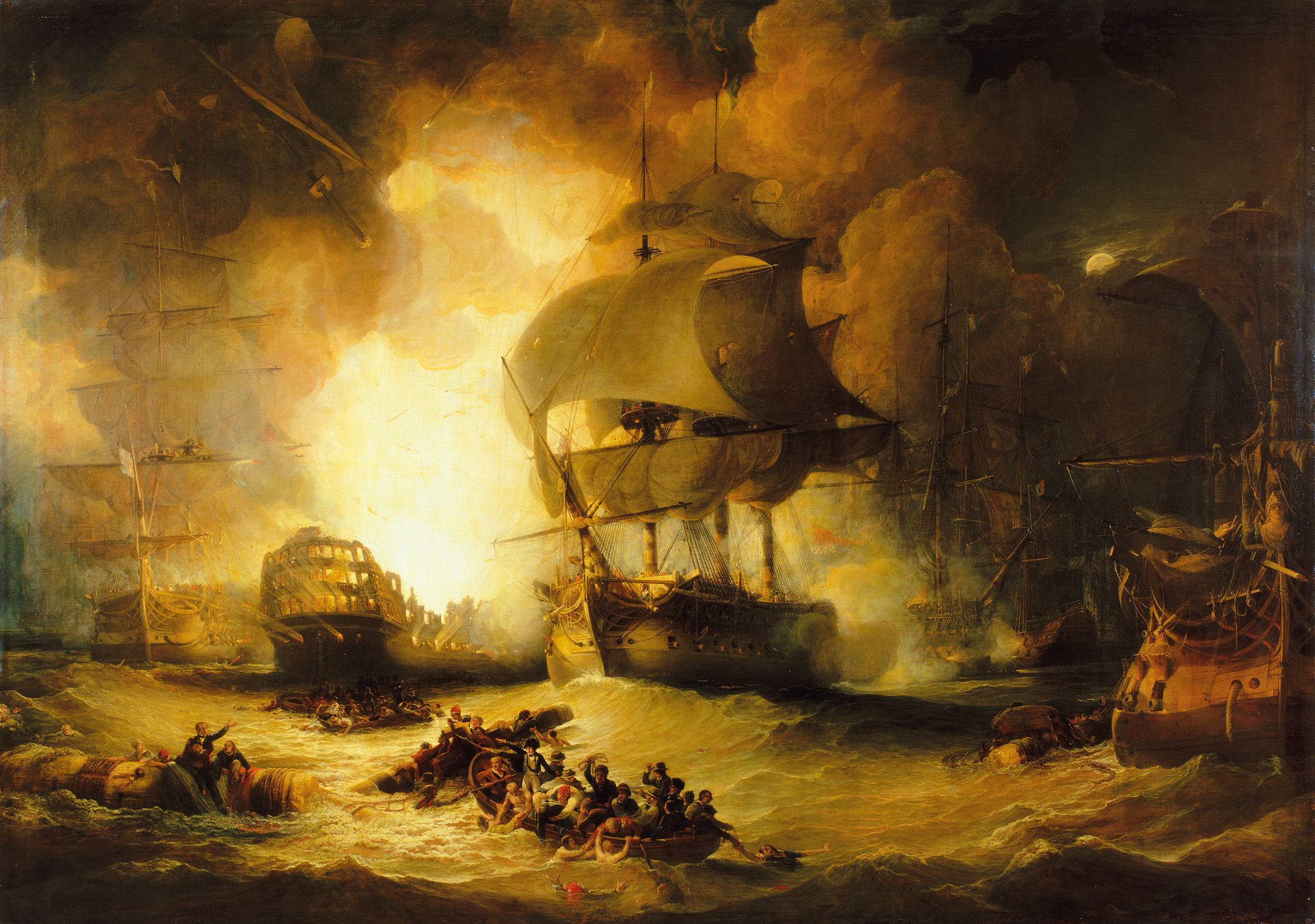
Разрушение флагманского корабля «L’Orient». Картина Джорджа Арнальда из Национального Морского музея в Гринвиче, Лондон.

К 9 часам вечера британцы заметили пожар на нижних палубах французского флагмана «Orient». Оценив слабое место, капитан HMS «Swiftsure» Бенджамин Карью приказал сосредоточить огонь своей артиллерии на этом участке. Непрерывный обстрел способствовал распространению пламени по всей корме, а также мешал команде погасить его. В течение нескольких минут пожар охватил такелаж и перекинулся на паруса. Ближайшие британские корабли — «Swiftsure», «Alexander» и «Orion» — прекратили атаку и стали удаляться от пылающего флагмана, ожидая взрыва огромного боезапаса на борту. Часть команды на каждом корабле принялась мочить паруса и поливать палубы морской водой, чтобы после взрыва огонь не охватил их судно. То же самое проделали и французские корабли «Tonnant», «Heureux» и «Mercure». Около 10 часов вечера пожар достиг боезапаса корабля, и «Orient» оказался почти полностью разрушен мощным взрывом. Пылающие обломки сильно разлетелись вокруг, большая их часть пролетела над окружающими кораблями и упала в море за пределами зоны сражения. «Swiftsure», «Alexander» и «Franklin» оказались подожжены падающими обломками, но морякам удалось погасить пламя.
Точная причина столь быстрого возгорания флагмана осталась неизвестной, однако наиболее вероятно, что это произошло из-за неубранных после покраски банок масла и краски. Огонь быстро достиг боеприпасов корабля, которые были рассчитаны на то, чтобы гореть даже в воде. В то же время, капитан Антуан Гантом позже сообщил, что взрыву предшествовал ряд незначительных пожаров среди лодок корабля на главной палубе. Независимо от причины, огонь быстро распространился на такелаж, в то время как пожарные насосы судна были уничтожены британцами. Затем второй пожар начался на носу, зажав сотни моряков в средней части корабля. Последующие исследования морского дна подтвердили, что судно было разрушено двумя огромными взрывами, следующими один за другим. Экипаж прыгал в море, чтобы избежать огня, однако взрыв пережило менее 100 человек. Британские лодки подобрали около 70 выживших. Нескольким морякам удалось добраться до берега на плотах. Основная часть экипажа, насчитывающая более 1000 человек, погибла при взрыве. В числе погибших были капитан флагмана Люк Касабьянка и его двенадцатилетний сын.

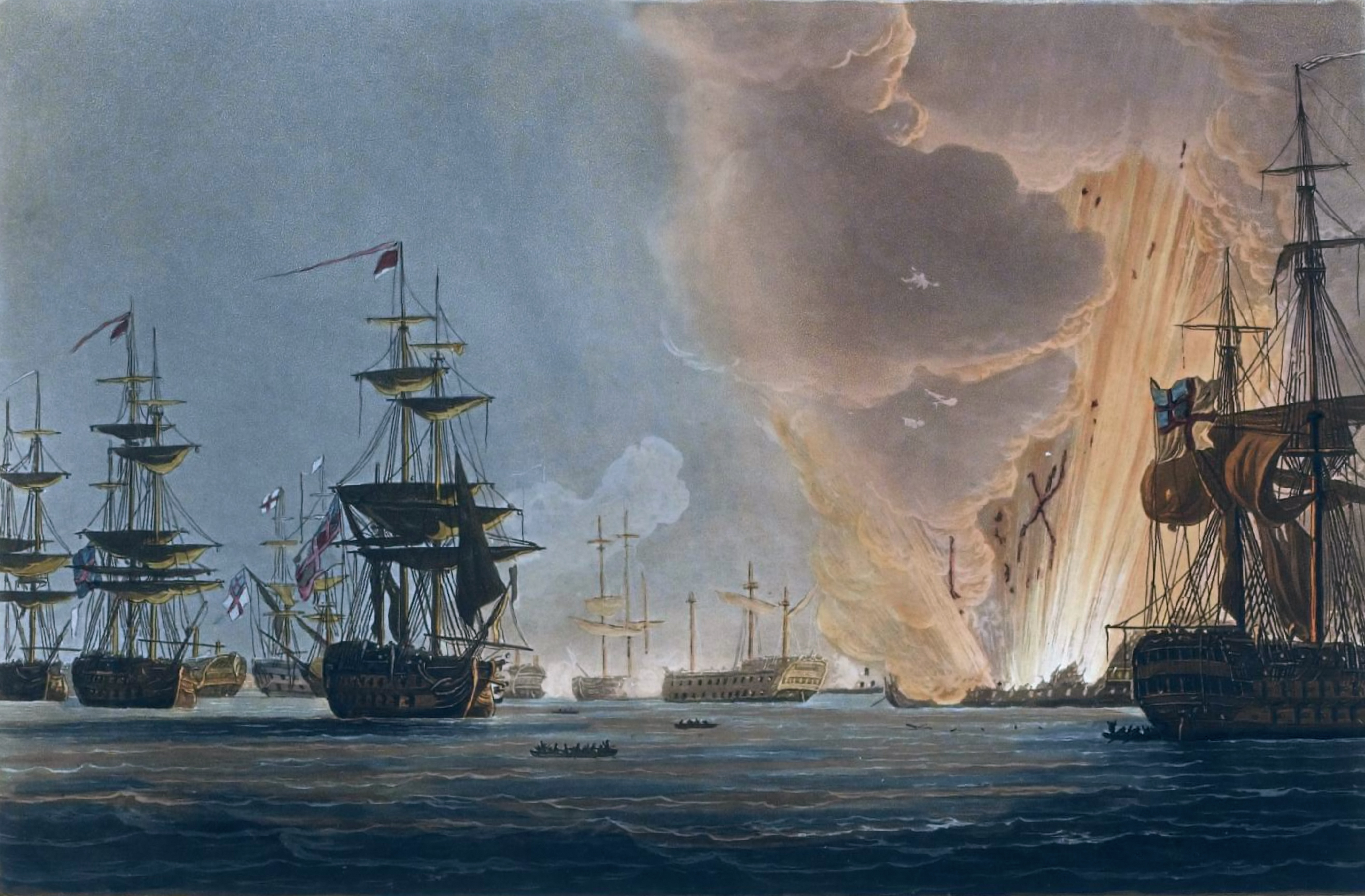
Битва у Нила, 1 августа 1798 года, Томас Уайткомб, 1816, Национальный морской музей Великобритании

В течение десяти минут после взрыва не было слышно выстрелов; моряки с обеих сторон были потрясены им и тушили пожары на своих кораблях. Во время затишья Нельсон отдал приказ направить лодки на спасение выживших. В 22:10 «Franklin» снова возобновил огонь по HMS «Swiftsure». Изолированное и повреждённое судно контр-адмирала Бланке вскоре было окончательно выведено из строя, а сам адмирал получил серьёзную травму головы и был вынужден сдаться. Более половины его экипажа были убиты или ранены.
К полуночи только «Tonnant» под командованием коммодора Аристида Туарса продолжал сражение с HMS «Majestic», а также обстрел «Swiftsure», когда британское судно оказалось в зоне поражения. К трём часам ночи «Majestic» потерял главную и бизань мачты, в то время как «Tonnant» лишился всех мачт и получил серьёзные повреждения. Капитан Туарс потерял обе ноги и руку, однако продолжал управлять действиями корабля. Под его руководством «Tonnant» постепенно дрейфовал на юг от места сражения, чтобы присоединиться к группе Вильнёва.

### 2 августа
2 августа с четырёх часов утра с восходом солнца возобновилась стрельба между французскими судами «Guillaume Tell», «Tonnant», «Généreux», «Timoléon» и британскими кораблями HMS «Alexander» и HMS «Majestic». Вскоре HMS «Goliath» и HMS «Theseus» присоединились к сражению, лишив французов численного преимущества. После того, как капитан Ральф Миллер вывел свой корабль на позицию, «Theseus» был обстрелян со стороны фрегата «Artémise». Миллер нацелился на фрегат, но его капитан Пьер-Жан Станделе тут же сдался и приказал своим морякам покинуть судно. Миллер направил лодку под командованием лейтенанта Уильяма Хоста захватить фрегат. Однако по команде Станделе фрегат подожгли, и через какое-то время он взорвался. Уцелевшие французские линейные корабли, прикрывая отступление огнём, постепенно перемещались к востоку от места сражения. HMS «Zealous» преследовал «Justice» Вильнёва и помешал тому захватить HMS «Bellerophon», который стоял на якоре в южной части залива, проводя поспешный ремонт.

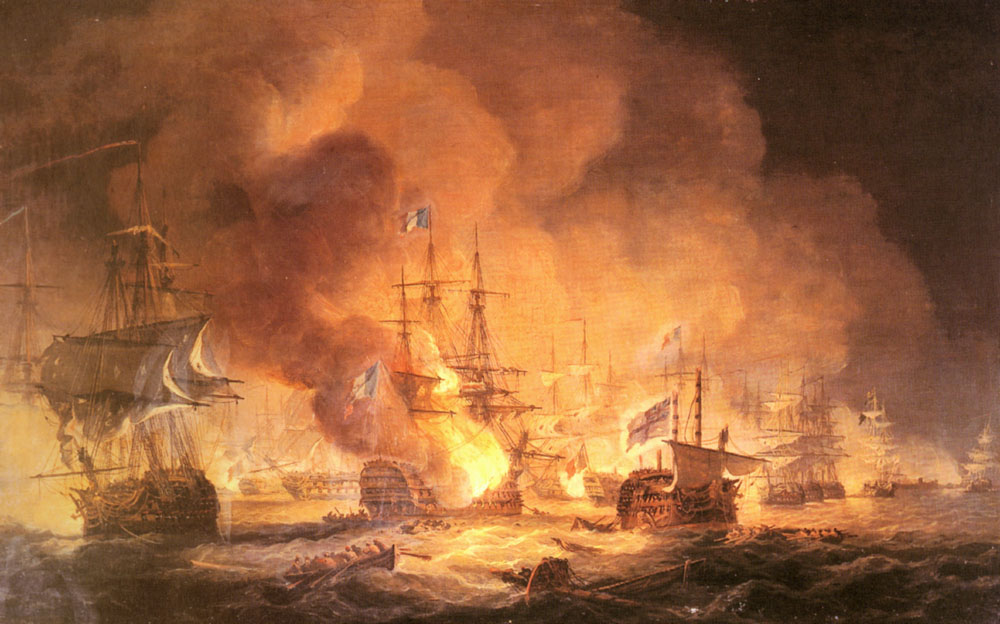
Битва у Нила, 1 августа 1798 года в 10 часов вечера, Томас Луни, 1834, Национальный морской музей Великобритании

Ещё во время взрыва французского флагмана экипаж «Heureux» и «Mercure» охватила паника, и их капитанам так и не удалось восстановить контроль над своими кораблями. В результате оба судна оказались на мелководье. «Alexander», Goliath, «Theseus» и «Leander» атаковали застрявшие беззащитные корабли, и оба в течение нескольких минут вынуждены были сдаться. «Heureux», «Mercure» и «Justice» послужили отвлекающим фактором для британцев, что позволило Вильнёву к 11 часам вывести уцелевший французский флот в устье залива. На оставшемся без мачт корабле 3 ранга «Tonnant» по его предсмертному желанию был выброшен за борт скончавшийся от ранений коммодор Туарс. Так как судно было не в состоянии развить необходимую скорость, команда направила его на берег. «Timoléon» капитана Трулле слишком далеко отошёл на юг, чтобы успеть уйти вместе с группой Вильнёва. При попытке присоединиться к уцелевшим судно оказалось на мелководье, получив при этом повреждения. Остальные французские суда — линейные корабли «Guillaume Tell» и «Généreux», а также фрегаты «Justice» и «Diane» — перестроились и отошли в сторону моря.
Остаток дня флот Нельсона проводил необходимые ремонтные работы и захватывал трофеи. Особенно сильно требовалась помощь севшему на мель HMS «Culloden». Капитан Трубридж, окончательно вытащивший судно к двум часам, обнаружил, что лишился руля и набрал воды. Ремонт корпуса и замена руля заняли большую часть следующих двух дней. Утром 3 августа Нельсон послал «Theseus» и «Leander», чтобы заставить капитулировать севших на мель «Tonnant» и «Timoléon». Палубы первого были переполнены более чем полутора тысячами уцелевших моряков с других французских судов, поэтому корабль сразу сдался при подходе британцев. «Timoléon», напротив, был подожжён оставшимся экипажем, который потом бежал к берегу в маленьких лодках. Судно взорвалось вскоре после полудня, став одиннадцатым и последним французским линейным кораблём, уничтоженным или захваченным во время боя.

## После битвы
Потери британцев, посчитанные с определённой точностью сразу же после битвы, включали 218 убитых и около 677 раненых. В то же время, число раненых, которые впоследствии скончались от ран, неизвестно. Больше других пострадала команда линейного корабля «Bellerophon» — 201 человек был ранен или убит. На «Majestic» урон составил 193 человека. На «Zealous», напротив, всего один человек погиб и семь получили ранения. В битве погибли капитан Уэсткотт, пять лейтенантов и десять младших офицеров. Был ранен адмирал Нельсон, а также капитаны Сумарес, Балл и Дарби, шесть лейтенантов. Помимо «Culloden», заметные повреждения получили только «Bellerophon», «Majestic» и «Vanguard». «Majestic» и «Bellerophon» оказались единственными британскими кораблями, потерявшими мачты.
Французские потери оценить труднее, однако несомненно то, что они значительно превосходили британские. Число пострадавших находилось в диапазоне от 2000 до 5000 человек, среди которых более 1000 захвачено ранеными, и почти 2000 погибших, половина из которых стала жертвой взрыва французского флагмана. В течение нескольких недель после битвы тела погибших моряков выбрасывало вдоль побережья Египта. Адмирал Брюе погиб, адмирал Бланке был ранен. Четыре капитана погибли, ещё семь были тяжело ранены. Французскому флоту был нанесён серьёзный ущерб: два линейных корабля и два фрегата были уничтожены, среди захваченных три корабля оказались слишком повреждены для того, чтобы их использовать. Из оставшихся только три удалось восстановить до боеспособного состояния.
Утром 2 августа Нельсон сказал: «Победа — это слабое название для текущей ситуации». В течение следующих двух недель его флот оставался на якоре в Абукирском заливе: залечивались раны, писались депеши, оценивалась военная ситуация в Египте. У самого адмирала была серьёзная рана головы «три дюйма длиной». От этой травмы он страдал всю оставшуюся жизнь. Даже волосы он всегда стремился уложить так, чтобы максимально скрыть рану. К моменту, когда Нельсон первично оправился от полученных травм, его люди уже разобрали обломки, сделали необходимый ремонт на своих и захваченных кораблях.
В течение недели после битвы побережье залива было освещено кострами бедуинских племён, праздновавших победу англичан. 5 августа капитан Эдвард Берри на HMS «Leander» был послан в Кадис с сообщением для графа Сент-Винсента. В течение следующих нескольких дней англичане высадили на берег около 200 пленных с условием дальнейшего неучастия в боевых действиях, хотя Бонапарт позднее приказал им присоединиться к пехоте своей армии. Раненые пленные офицеры были переведены на борт HMS «Vanguard», где с ними часто общался Нельсон. Историк Джозеф Аллен рассказывает, что однажды Нельсон, чьё зрение пострадало из-за травмы, предлагал зубочистки офицеру, который лишился зубов, а затем табакерку офицеру, потерявшему нос. 8 августа лодки штурмовали остров в заливе, который сдался без боя. Десант захватил четыре орудия, остальные были уничтожены вместе с укреплениями. Остров был переименован в «Остров Нельсона».
10 августа Нельсон послал лейтенанта Томаса Дюваля с HMS «Zealous» с сообщением для генерал-губернатора Индии. Дюваль по суше добрался до Басры и сел на корабль из Басры в Бомбей, чтобы ознакомить генерал-губернатора Индии Ричарда Уэлсли с ситуацией в Египте. 12 августа фрегаты HMS «Emerald» под командованием капитана Томаса Уоллера, HMS «Alcmene» под командованием капитана Джорджа Хопа и HMS «Bonne Citoyenne» под командованием капитана Роберта Реталика прибыли из Александрии. Сначала британцы перепутали приближающиеся фрегаты с французскими кораблями, и HMS «Swiftsure» некоторое время преследовал их. На следующий день ситуация прояснилась и все суда вернулись в залив. В тот же день, когда прибыли фрегаты, Нельсон послал шлюп HMS «Mutine» под командованием лейтенанта Томаса Капеля с докладом в Великобританию. 14 августа адмирал отправил «Orion», «Majestic», «Bellerophon», «Minotaur», «Defence», «Audacious», «Theseus», «Franklin», «Tonnant», «Aquilon», «Conquérant», «Peuple Souverain» и «Spartiate» в море под командованием капитана Джеймса Сумареса. 16 августа британцы сожгли захваченный французский корабль «Heureux», больше не пригодный для службы. 18 августа также сожгли «Guerrier» и «Mercure». 19 августа Нельсон, забрав Vanguard, «Culloden» и «Alexander», отплыл в Неаполь. «Zealous», «Goliath», «Swiftsure», а также присоединившиеся позже фрегаты остались под командованием Сэмьюэла Худа следить за активностью французов в Александрии.

### Реакция
Первый доклад Нельсона не был доставлен, потому что 18 августа 1798 года у западного берега острова Крит посланный корабль был перехвачен. В результате о произошедшей битве в Великобритании узнали только 2 октября, когда прибыл лейтенант Капель на шлюпе «Mutine» и лично доставил новости в Адмиралтейство лорду Спенсеру. Хотя раньше Нельсона критиковали в прессе за то, что он не смог перехватить французский флот, слухи о битве, появлявшиеся с континента в конце сентября, и сообщение Капеля были отмечены торжествами по всей стране. В течение четырёх дней Нельсон был возведён в бароны, чем, однако, остался недоволен, считая, что заслужил бо́льшую награду. Король Георг III 20 ноября обратился к Парламенту со словами:

Беспримерный ряд наших военно-морских триумфов пополнился незабываемыми и решительными действиями отряда кораблей моего флота под командованием контр-адмирала лорда Нельсона, который атаковал и почти полностью разгромил превосходящие силы противника. Эта великая и блестящая победа, смелое предприятие против несправедливости, коварства и несдержанности, привлёкших внимание целого мира и направленных против ряда важнейших интересов Британской империи, внесёт, в первую очередь, некоторое замешательство и, таким образом, ударит по власти и влиянию Франции, предоставив возможность, в случае правильных действий со стороны других держав, для общего избавления Европы.
Оригинальный текст (англ.)The unexampled series of our naval triumphs has received fresh splendour from the memorable and decisive action, in which a detachment of my fleet, under the command of Rear-Admiral Lord Nelson, attacked, and almost totally destroyed a superior force of the enemy, strengthened by every advantage of situation. By this great and brilliant victory, an enterprise, of which the injustice, perfidy, and extravagance had fixed the attention of the world, and which was peculiarly directed against some of the most valuable interests of the British empire, has, in the first instance, been turned to the confusion of its authors and: and the blow thus given to the power and influence of France, has afforded an opening, which, if improved by suitable exertions on the part of other powers, may lead to the general deliverance of Europe.
— король Георг III, процитированный историком Уильямом Джеймсом в книге "Военно-морская история Великобритании во времена Французской революции и Наполеоновских войн"
Конвой трофейных кораблей под командованием Сумареса сначала остановился на Мальте, где помог местному восстанию, а затем отправился на базу в Гибралтар, куда прибыл 18 октября. Позже Сумарес писал: «Мы никогда не сможем отдать должное теплоте их оваций и похвалы в адрес нашей эскадры». 23 октября, после размещения раненых в военном госпитале и пополнения запасов, конвой направился в Лиссабон, оставив HMS «Bellerophon» и HMS «Majestic» на капитальный ремонт. Захваченный «Souverain» также остался в Гибралтаре. Корабль посчитали слишком повреждённым для путешествия к берегам Великобритании, поэтому он был переименован в HMS «Guerrier» и оставлен для патрулирования. Остальные захваченные французские корабли были отремонтированы и вместе с торговым конвоем из Португалии в июне 1799 года прибыли в Плимут. «Conquérant» и «Aquilon» оказались слишком старыми и повреждёнными для действительной службы в Королевском флоте, хотя и были оба куплены на службу за 20 000 фунтов стерлингов каждый, чтобы обеспечить денежное вознаграждение морякам, захватившим их. Эквивалентные суммы были также выплачены за «Guerrier», «Mercure», «Heureux» и «Peuple Souverain», остальные захваченные корабли стоили значительно дороже. «Tonnant» был построен в 1792 году, «Franklin» и «Spartiate» менее года перед битвой. «Tonnant» и «Spartiate» вошли в состав Королевского флота под старыми названиями, «Franklin»был переименован в «Canopus». Общая стоимость кораблей, захваченных в битве при Абукире, а затем купленных Королевским флотом, составила чуть более 130 000 фунтов стерлингов (что эквивалентно 11 140 000 фунтов на 2014 год).
Адмиралу Нельсону была назначена награда в 2000 фунтов стерлингов ежегодно Парламентом Великобритании и 1000 фунтов стерлингов ежегодно Парламентом Ирландии, хотя выплаты последней прекратились после роспуска парламента актом об унии Великобритании и Ирландии 1800 года. Все капитаны, участвовавшие в бою, были представлены к награждению специально отчеканенной золотой медалью, а первые лейтенанты кораблей были произведены в коммандеров. Трубридж и его команда, изначально не награждённые, были отмечены как и все после того, как Нельсон лично заступился за моряков, севших на мель и непосредственно не участвовавших в битве. Британская Ост-Индская компания наградила Нельсона 10 000 фунтов стерлингов в знак признания пользы от его действий для своих владений; Лондон, Ливерпуль, ряд других городов и компаний сделали подобные награды.
Некоторые государства также поздравили адмирала с победой. Существовавшие на тот момент османские ордена не могли вручаться немусульманам, поэтому султан Селим III специально учредил орден Полумесяца, сделав Нельсона его первым кавалером, а также подарил ему челенк, алмазную розу, соболиные меха и ряд других ценных подарков. Павел I подарил золотой ящичек, усеянный бриллиантами; подобные подарки из серебра сделали и другие европейские правители. По возвращении в Неаполь Нельсон был с триумфом встречен королём Фердинандом IV и сэром Уильямом Гамильтоном. Признание его героем в Неаполе позволило Нельсону успешно заняться политикой и стать герцогом Бронте, за что он был подвергнут критике со стороны начальства, а его репутация серьёзно пострадала. Британский генерал Джон Мур, который встретил Нельсона в Неаполе в это время, описал его как «покрытого звёздами, медалями и лентами, скорее героя оперы, нежели победителя битвы».
Слухи о битве впервые появились во французской прессе уже 7 августа, хотя подтверждения этому не было до 26 августа, но даже тогда утверждали, что Нельсон погиб в сражении, а Бонапарт теперь британский заключённый. После получения более точной информации французская пресса настаивала, что поражение было результатом подавляющего численного превосходства британцев и действий неизвестных «предателей». Антиправительственные журналы Франции возлагали вину за поражение на некомпетентность Директории. Вильнёв по возвращении во Францию попал под жёсткую критику за то, что не смог поддержать Брюе во время боя. В свою защиту он сообщил, что был встречный ветер, а Брюе не отдавал приказ контратаковать британский флот. Британская пресса, напротив, ликовала; многие газеты стремились изобразить битву, как победу Великобритании над анархией, использовать для критики прореспубликанских политиков Чарльза Фокса и Ричарда Шеридана.
По поводу сравнения сил обеих сторон разгорались жаркие споры. Хотя и от британцев, и от французов в сражении участвовало 13 линейных кораблей, потеря «Culloden», относительные размеры «Orient» и «Leander», участие двух французских фрегатов и нескольких мелких судов, а также теоретически более выгодная позиция французов приводит большинство историков к выводу, что преимущество было на стороне Франции. Кроме того, это подчёркивается огневой мощью таких французских кораблей, как «Spartiate», «Franklin», «Orient», «Tonnant» и «Guillaume Tell». Каждый из них по силам превосходил какой-либо отдельный британский корабль в бою. Однако французским кораблям помешали недостаточная подготовка артиллерии к бою, неполные экипажи и неучастие в сражении Вильнёва.

### Значение
Битва при Абукире была названа «возможно, самым убедительным морским сражением эпохи парусов», а также «самой великолепной и восхитительной победой британского флота». Историк и писатель Сесил Форестер в 1929 году сравнил битву при Абукире с другими великими морскими битвами в истории и пришёл к выводу, что «только Цусимское сражение может соперничать в качестве примера уничтожения одним флотом другого, примерно равной силы». Мгновенно последовало изменение стратегической обстановки в Средиземном море, баланс сил был нарушен, и британцы в течение оставшейся части войны удерживали контроль за морем. Уничтожение французского средиземноморского флота позволило королевскому флоту блокировать французские и союзнические порты. В частности, британские корабли отрезали Мальту от Франции, опираясь на восстание коренного населения Мальты, которое вынудило французский гарнизон отступить к Валлетте. Последовавшая осада Мальты длилась в течение двух лет, прежде чем защитники из-за голода были вынуждены капитулировать. В 1799 году британские корабли преследовали армию Бонапарта, продвигавшуюся по Палестине, и сыграли решающую роль в поражении французов при осаде Акры. Это поражение вынудило Наполеона отступить в Египет и расстроило его планы на Ближнем Востоке. В том же году генерал вернулся во Францию, оставив свою армию.
Османы, на союз с которыми после захвата Египта рассчитывал Наполеон, по итогам битвы при Абукире, наоборот, выступили против Франции. Это в значительной мере подорвало силы французской армии, оставшейся в Египте. Победа Нельсона также вдохновила Австрийскую и Российскую империи, собиравшие армии в рамках Второй коалиции, в 1799 году объявить войну Франции. Русский флот вошёл в Ионическое море, в то время как российские и австрийские войска отвоевали большую часть территории Италии, захваченной Наполеоном в прошлую войну. Без лучшего генерала и своих ветеранов французская армия потерпела ряд поражений. Франция лишилась стратегической инициативы в континентальной Европе и не могла вернуть её себе, пока Бонапарт не стал Первым консулом. В 1801 году британский экспедиционный корпус разгромил деморализованные остатки французской армии в Египте. Королевский флот использовал своё господство в Средиземном море, чтобы высадить десант в Египте, не опасаясь засады у побережья.
Несмотря на решительную победу британцев, кампания иногда считается стратегически успешной для Франции. Историк Эдвард Ингрэм отметил, что если бы Нельсону удалось перехватить Бонапарта в море, последующий бой мог бы уничтожить как французский флот, так и транспортные корабли. Но, так как он не успел, Наполеону удалось свободно продолжить войну на Ближнем Востоке, а позднее невредимым вернуться в Европу. Особенно подчёркивается возможность изменить ход истории списком французских офицеров, многие из которых позже были генералами и маршалами при императоре Наполеоне. Помимо самого Наполеона, участниками Средиземноморской кампании 1798 года были Луи Александр Бертье, Огюст Мармон, Жан Ланн, Иоахим Мюрат, Луи Дезе, Жан Ренье, Антуан Франсуа Андреосси, Жан Жюно, Луи Даву и Матье Дюма.

### Память
Битва при Абукире остаётся одной из самых известных побед Королевского флота, и этот образ поддерживается в большом количестве мультфильмов, картин, стихов и пьес.
Одним из самых известных произведений о сражении является стихотворение «Касабьянка», написанное английской поэтессой Доротеей Хеманс в 1826 году и описывающее смерть в ходе сражения сына Люка Касабьянки, капитана французского флагмана «Orient». На протяжении долгого времени это стихотворение входило в британскую школьную программу.
В честь победы было установлено несколько памятников, в том числе «Игла Клеопатры» в Лондоне. Этот древнеегипетский обелиск в 1819 году подарил Великобритании хедив (правитель) Египта Мухаммед Али в знак признательности за помощь в победе над французами. В настоящее время этот обелиск установлен на набережной Виктории.
В память о сражении несколько кораблей Королевского флота были названы "HMS «Aboukir» («Абукир») и HMS «Nile» («Нил»). В 1998 году отмечалось 200 лет победе при Абукире, в Абукирский залив прибыл современный фрегат «HMS Somerset», экипаж которого возложил венки в память о погибших в том бою.
Хотя биограф Нельсона Эрнл Брадфорд в 1977 году пришёл к выводу, что обнаружить обломки взорвавшегося флагмана «Orient» почти наверняка не получится, в 1983 году началось первое археологическое исследование места битвы. Французской команде под руководством Жака Дюма удалось обнаружить фрагменты корабля. В 1998 году Франк Годдио возглавил крупный проект по исследованию дна залива. Он обнаружил, что обломки флагмана были разбросаны по участку около 500 метров в диаметре. Помимо военно-морской экипировки и орудий исследователь нашёл большое количество золотых и серебряных монет различных стран Средиземного моря, некоторые из которых оказались монетами 17-го века. Вполне возможно, что это была часть сокровищ с Мальты, утерянных в результате взрыва на борту флагмана. В 2000 году итальянский археолог Паоло Галло проводил раскопки древних руин на острове Нельсона. Был обнаружен ряд захоронений, датированных периодом после битвы, а также временем вторжения 1801 года.